# 手洗鬼

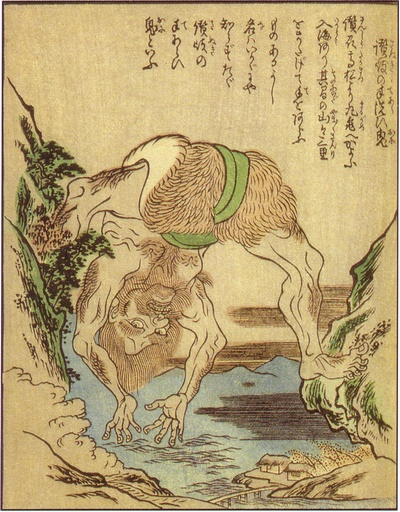
竹原春泉画『絵本百物語』より「讃岐の手洗ひ鬼」

手洗鬼（てあらいおに）は、江戸時代の奇談集『絵本百物語』にある巨人。
『絵本百物語』本文によればダイダラボッチの一種とされ、四国の海で3里もの距離の山々を跨ぎ、海で手を洗う巨人だという。また同書の挿絵中の文章では手洗鬼が手を洗う場所を、讃岐（現・香川県）の高松から丸亀へ続く湾としている。これらの記述と現在の地図と比較すれば、手洗鬼は瀬戸大橋の距離よりも大きな巨人ということになる。
妖怪探訪家・村上健司の調査では『絵本百物語』以外に手洗鬼の伝承は確認されていないが、手洗鬼の地とされる香川県では、巨人のオジョモ（化け物の意）が飯野山と青野山をまたいで瀬戸内海の水を飲んだという伝説があり、飯野山の山頂にはそのオジョモのものとされる足跡が残っている。また飯野山と二子山を孫太郎という巨人が跨いだという伝説もある。